# Moyen-Ogooué
Moyen-Ogooué là một trong 9 tỉnh của Gabon. Tỉnh có diện tích 18.535 km². Tỉnh lỵ là Lambaréné.
Khác với các tỉnh khác ở Gabon, Moyen-Ogooué không có cả bờ biển và biên giới với nước ngoài. Đơn vị này giáp các tỉnh sau:
- Woleu-Ntem - phía bắc
- Ogooué-Ivindo – phía đông
- Ogooué-Lolo - phía đông nam
- Ngounié - phía nam
- Ogooué-Maritime - tây nam
- Estuaire - phía tây bắc

## Department

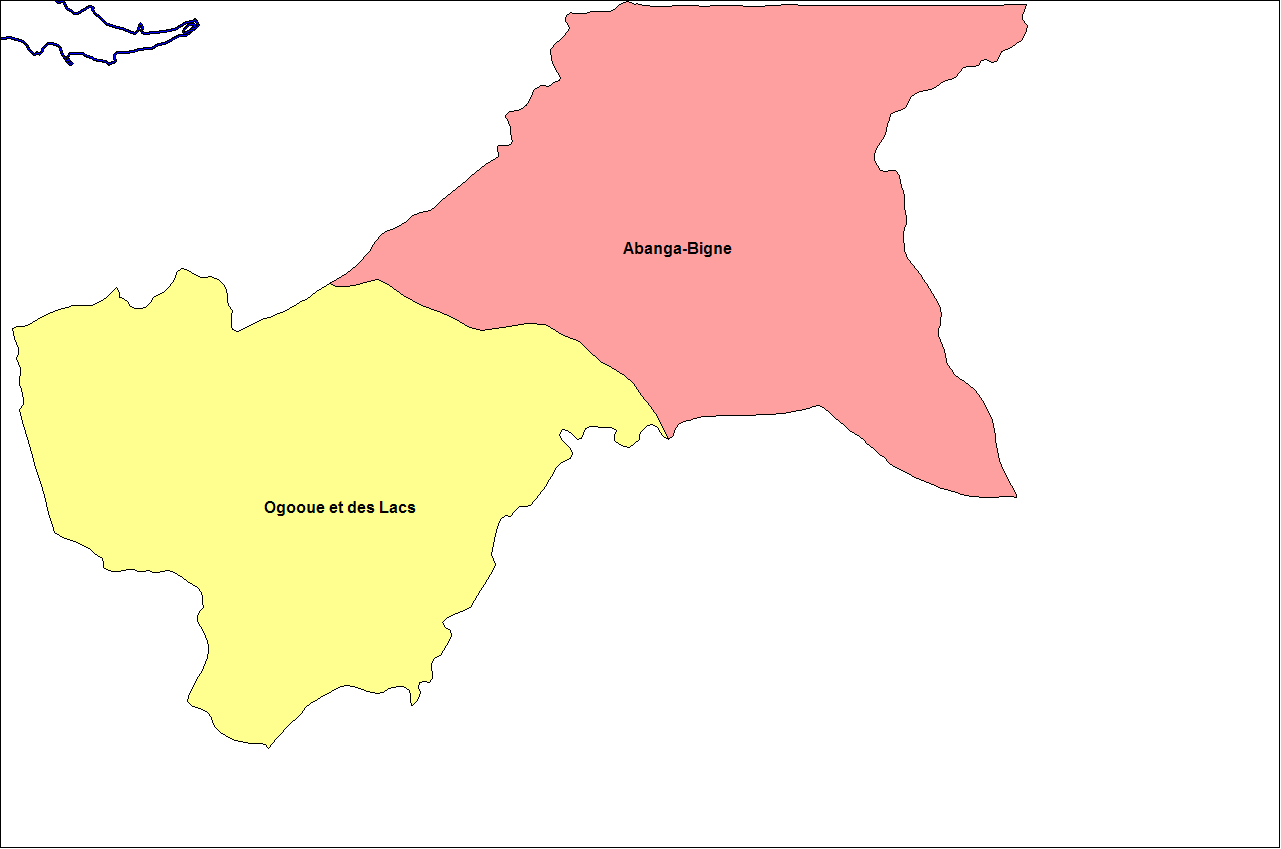
Department của Moyen-Ogooué

Moyen-Ogooué được chia thành 2 department:
- Abanga-Bigne Department (Ndjole)
- Ogooue et des Lacs Department (Lambaréné)